# Calavon
De Calavon is een rivier in Zuid-Frankrijk met een lengte van 88 km. De bron ligt dicht bij Banon. De Calavon mondt uit in de Durance in Caumont-sur-Durance, in de buurt van Cavaillon.
- Virtual International Authority File: 240961382